# DB-Baureihe V 65
Die Lokomotiven der Baureihe V 65 der Deutschen Bundesbahn (ab 1968: Baureihe 265) waren als vierachsige Stangendiesellokomotive für den leichten Strecken- und mittelschweren Verschiebedienst gedacht. Die insgesamt 15 Lokomotiven wurden ab 1955 von MaK aus Kiel an die Deutsche Bundesbahn geliefert.

## Beschreibung
Die Maschinen der Baureihe V 65 wurden kurz nach der Indienststellung der ersten V 60 an die DB ausgeliefert. Zu den Besonderheiten zählen der MaK-Motor mit einer Drehzahl von nur 750/min und die Beugniot-Hebel zwischen den einzelnen Achsen, die die Kurvengängigkeit verbessern. Für die Zugheizung verfügte die Lok über einen Heizkessel, der von den Motorabgasen erwärmt wurde. Diese Zugheizanlagen wurden zwischen 1964 und 1968 aus den Lokomotiven ausgebaut. Die Maschinenanlage muss mit einem Dofa-Koksofen vorgewärmt werden. Zu diesem Zweck können 100 kg Koks mitgeführt werden. Zum 28. Juni 1956 wurde unter bestimmten Umständen zugelassen, dass die Lokomotiven bei Zugfahrten ausschließlich mit dem Lokomotivführer besetzt sein durften.
Zwar war die Anzahl der Loks der Baureihe V 65 mit nur 15 Maschinen relativ gering, aber es handelte sich dabei lediglich um eine leichte Modifikation der von der Firma MaK angebotenen 600 D für Privatbahnen. Diese gehörte zu den so genannten MaK-Stangenlokomotiven, die in großer Zahl bei Privatbahnen im Einsatz waren. Ihr Leistungsspektrum reichte von 240 PS bis 1200 PS.

## Einsatz
Die 15 Lokomotiven wurden zunächst im Raum Marburg (Lahn) vor leichten Reisezügen eingesetzt, zwischen Ende 1961 und Anfang 1962 wurden sie dort jedoch von der leistungsfähigeren V 100 abgelöst. Danach verrichteten fünf (zuletzt drei) Exemplare bis 1972 den Rangierdienst im Fährbahnhof Puttgarden auf Fehmarn, stationiert im Bw Puttgarden, nach dessen Auflösung als Heimat-Bw 1967 formell im Bw Lübeck. Die übrigen zehn Loks waren in Hamburg-Altona (unter anderem auf der dortigen Hafenbahn) eingesetzt.

## Verbleib
Bis auf drei Lokomotiven wurden alle Loks nach der Ausmusterung verschrottet. Die V 65 004 wurde 1980 an die Bentheimer Eisenbahn verkauft, wo sie bis 1983 im Einsatz war. Über MaK kam sie nach Italien, wo sie 2006 verschrottet wurde.
Die V 65 001 ist nach zwischenzeitlichem Einsatz bei der Meppen-Haselünner Eisenbahn bei den Osnabrücker Dampflokfreunden erhalten geblieben und wird von ihnen als Museumstriebfahrzeug eingesetzt.
Eine weitere V 65, die V 65 011, stand von 1986 bis 2011 nicht betriebsfähig als Leihgabe des DB-Museums im Eisenbahnmuseum Bochum-Dahlhausen der DGEG. 2011 wurde die Lok zum DB-Museum nach Koblenz-Lützel überführt.

## Kurioses
In den ersten Szenen des 1962 gedrehten Films Die Tür mit den sieben Schlössern ist im Bahnhof stehend sehr deutlich die V 65 007 der Deutschen Bundesbahn mit angehängten n-Wagen (Silberlingen) zu sehen. Dies verrät, dass die Szenen in einem deutschen Bahnhof gedreht wurden und nicht – wie der Film durch angebrachte englischsprachige Schilder glauben machen will – in einem Bahnhof in London. Bei dem Bahnhof handelt es sich um den 1979 abgerissenen alten Bahnhof Hamburg-Altona.